# Heteropoda dagmarae
Heteropoda dagmarae là một loài nhện trong họ Sparassidae.
Loài này thuộc chi Heteropoda. Heteropoda dagmarae được miêu tả năm 2005 bởi Peter Jäger & Vedel.